# Kyrkobyggnader i Lunds kommun
Lista över Kyrkobyggnader i Lunds kommun:
Inom kommunen finns följande kyrkobyggnader:
- Allhelgonakyrkan, invigd 1891 och byggd efter Helgo Zettervalls ritningar.
- Bonderups kyrka, byggd på 1100-talet, välvd senare under medeltiden.
- Dalby heligkorskyrka, känd som Nordens äldsta stenkyrka, dateras till 1060, var stor under medeltiden, men förföll efter reformationen. 1758 stabiliserades de återstående delarna.
- Domkyrkan, den centrala kyrkan i Lunds stift. Kryptan invigd 1123, hela kyrkan invigd 1145, brunnen 1234, restaurerad 1510–1527 av Adam van Düren, ombyggd och renoverad under 1800-talet av Carl Georg Brunius och Helgo Zettervall.
- Genarps kyrka, byggd under slutet av 1500-talet, ombyggd av Zettervall på 1870-talet.
- Gödelövs kyrka, troligen byggd under 1200-talet.
- Hardeberga kyrka, tidigmedeltida ursprung, välvd och utbyggd senare under medeltiden och ombyggd av Wåhlin 1909–1910.
- Helgeandskyrkan, invigd 1968. Byggd i funkisstil med tjocka tegelmurar.
- Håstads kyrka, byggd på 1200-talet, ombyggd av Brunius år 1861.
- Hällestads kyrka, byggd på 1100-talet, utbyggd och välvd senare under medeltiden. Utbyggd på 1800-talet.
- Igelösa kyrka, byggd på 1100-talet. Gravkor byggt under 1600-talet. Förändrad av Brunius 1859.
- Klosterkyrkan, byggd på 1300-talet i rött tegel till ett kloster.
- Lyngby kyrka, byggd 1881–1882.
- Maria Magdalena kyrka, invigd 1992.
- Norra Nöbbelövs kyrka, byggd 1900–1901 i nygotisk stil.
- Odarslövs kyrka, byggd under 1100-talet, ombyggd under 1800-talet, stängd sedan 1990 och avlyst sedan 2002.
- Petersgårdens kyrka, i församlingshem, invigd 1965.
- Revinge kyrka, byggd runt 1200, utbyggd och välvd under 1400-talet. Fragment av kalkmålningar.
- Sankt Hans kyrka, byggd i tegel och invigd 1971.
- Sankt Knuts kyrka, modern kyrka, invigd 1973.
- Silvåkra kyrka, ursprungligen från 1100-talet.
- Stora Råby kyrka, uppförd av tegel på 1200-talet, senare förändrad av C. G. Brunius och Theodor Wåhlin.
- Stångby kyrka, ursprungligen från 1100-talet, men kraftigt ombyggd under 1800-talet.
- Södra Sandby kyrka, ursprungligen byggd runt år 1200, om- och utbyggd under 1700-, 1800- och 1900-talet.
- Västra Hoby kyrka, ursprungligen, men nästan helt ombyggd 1886.
- Vallkärra kyrka, ursprungligen från 1100-talet, men ombyggd av Brunius 1844–1845 samt restaurerad av Wåhlin 1906–1907.
- Veberöds kyrka, byggd runt år 1200, torn från 1848.
- Vombs kyrka, byggd runt år 1200, ombyggd 1871 av Helgo Zettervall.